# Aedes freycinetiae
Aedes freycinetiae är en tvåvingeart som beskrevs av Laird 1957. Aedes freycinetiae ingår i släktet Aedes och familjen stickmyggor. Inga underarter finns listade i Catalogue of Life.